# José María García Lahiguera
José María García Lahiguera (Fitero, Navarra; 9 de març de 1903 - Madrid; 14 de juliol de 1989), va ser un arquebisbe espanyol que va ocupar la càtedra de València.

## Biografia
Va ingressar en el seminari menor de Tudela en 1913. Es trasllada a Madrid en 1915, continuant els seus estudis en el seminari menor d'aquesta diòcesi. Ordenat sacerdot en 1926 per Leopoldo Eijo i Garay. Des de llavors exerceix diversos llocs en el seminari de Madrid (professor, prefecte d'externs, director espiritual).
Durant la Guerra Civil espanyola, fundà la Congregació de Germanes Oblates de Crist Sacerdot, en col·laboració amb María del Carmen Hidalgo de Caviedes
Va ser bisbe auxiliar de Madrid-Alcalá entre 1950 i 1964. En el mateix any 1950, la Santa Seu aprova la creació de la Congregació de Germanes Oblates de Crist Sacerdot. Va participar en el Concili Vaticà II. El 7 de juliol de 1964 és nomenat bisbe de Huelva, lloc que ocupa fins a l'1 de juliol de 1969, quan va ser nomenat arquebisbe de València. El 14 de febrer de 1974 va patir una trombosi cerebral. Es va recuperar d'ella però la seva salut va quedar molt afectada. Presenta la seva renúncia en complir els 75 anys, el 9 de març de 1978, la qual li és acceptada pocs mesos després.
Després del seu retir, passa a l'arxidiòcesi de Madrid-Alcalá, on dona sovint conferències i retirs. Va morir el 14 de juliol de 1989. És enterrat, a petició seva, en el presbiteri de la Casa Mare de les Germanes Oblates.
En 1995, l'arquebisbe de Madrid, Antonio María Rouco Varela, ordena l'obertura del seu procés de beatificació. Aquest procés és admès per la Congregació per a les Causes dels Sants l'any 2002, havent aprovat les seves virtuts heroiques el papa Benet XVI mitjançant decret de data 27 de juny de 2011.